# Пагорб Мезераке

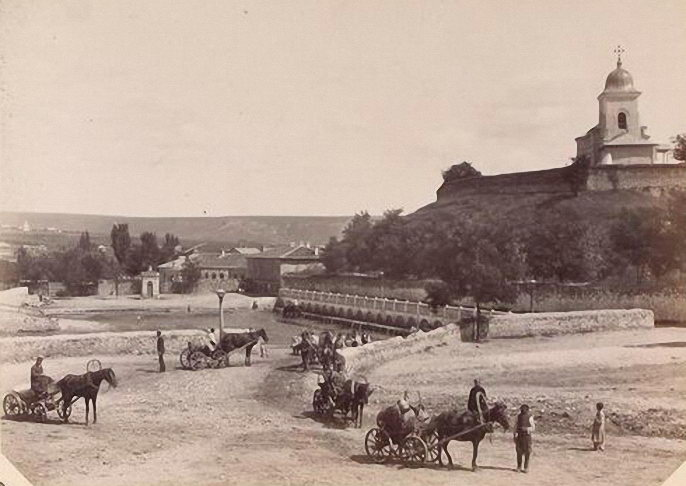
Зображення 1889 року

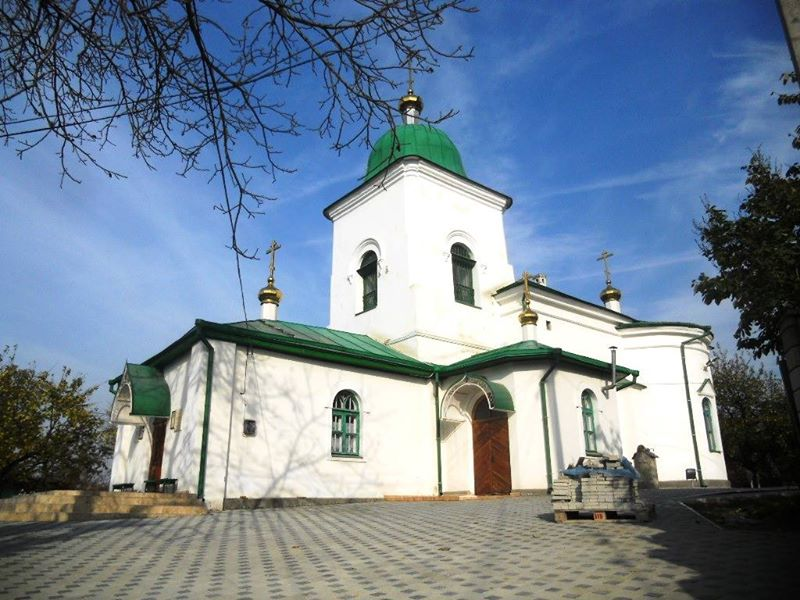
Мазаракіївська церква

Пагорб Мезераке, Мазараке (рум. Colina Măzărache) — один із семи пагорбів Кишинева, розташованих у його історичному центрі.
Свою назву пагорб отримав на честь молдавського купця Василє Мезераке, який заснував також Мазаракіївську церкву, що розташована на цьому пагорбі.
Існує повір'я, що із пагорба витікає джерело, згадане у грамоті від 17 липня 1436 року, яка є першою писемною згадкою про Кишинів.
Перші будинки Кишинева були побудовані навколо природних вод пагорба Мезераке.